# Шенон (Џорџија)
Шенон (енгл. Shannon) насељено је место без административног статуса у америчкој савезној држави Џорџија.

## Демографија
По попису из 2010. године број становника је 1.862, што је 180 (10,7%) становника више него 2000. године.
| Група             | 2000.         | 2010.         |
| Белци             | 1.588 (94,4%) | 1.756 (94,3%) |
| Афроамериканци    | 20 (1,2%)     | 25 (1,3%)     |
| Азијати           | 5 (0,3%)      | 11 (0,6%)     |
| Хиспаноамериканци | 21 (1,2%)     | 43 (2,3%)     |
| Укупно            | 1.682         | 1.862         |